# Andrew Cantwell
Pour les articles homonymes, voir Cantwell.
Andrew Cantwell, né vers 1705 dans le comté de Tipperary et mort à Paris le 11 juillet 1764, est un médecin irlandais, auteur de nombreuses publications médicales, qui exerça toute sa vie en France.
Il étudia la médecine à Montpellier, où il fut reçu docteur en 1729. Il s'établit en 1733 à Paris, où il enseigna successivement la chirurgie latine à partir de 1750, la chirurgie française à partir de 1760 et la pharmacie à partir de 1762. Il publia en latin et en français des ouvrages et de dissertations sur un grand nombre de questions médicales et contribua aux Philosophical Transactions of the Royal Society. Il fut un farouche adversaire de la vaccination qui venait d'être inventée par Jenner.
Andrew Cantwell est le père d'André-Samuel-Michel Cantwell.

## Principales publications
- Dissertation sur les fièvres en général (1730)
- Dissertation sur les sécrétions en général (1731)
- Lettre sur le traité des maladies de l'urètre, de Daran (1749)
- Dissertation sur l'inoculation, pour servir de réponse à celle de M. de La Condamine, de l'Académie royale des sciences, sur le même sujet (1755)
- Tableau de la petite vérole (1758)

Traductions
- David Hartley : Recueil d'expériences et d'observations sur la pierre, et en particulier sur les effets des remèdes de Mlle Stephens pour dissoudre la pierre (1740)
- Hans Sloane : Histoire d'un remède très efficace pour la faiblesse et pour la rougeur des yeux et autres maladies du même organe, avec un remède infaillible contre la morsure du chien enragé (1746)

## Sources biographiques
- Charles-Joseph Panckoucke, Encyclopédie Méthodique. Médecine, vol. IV, 1742, p. 367-368.
- Richard Ryan, Biographia Hibernica: A Biographical Dictionary of the Worthies of Ireland, John Warren, London, vol. I, 1821, p. 377
- Pierre Larousse, Grand Dictionnaire universel du XIXe siècle, vol. III, 1867, p. 295.